# Langue des signes italienne
La langue des signes italienne (en italien : lingua dei segni italiana, LIS)  est une langue des signes utilisée par les sourds et leurs proches en Italie. Elle n'est pas reconnue dans la loi italienne[réf. souhaitée].